# Kebun Teumpeun
Kebun Teumpeun is een bestuurslaag in het regentschap Aceh Timur van de provincie Atjeh, Indonesië. Kebun Teumpeun telt 135 inwoners (volkstelling 2010).